# Christie Aschwanden
Christie Aschwanden est une journaliste américaine et ancienne rédactrice scientifique principale de FiveThirtyEight, née en 1971. Son livre de 2019 GOOD TO GO: What the Athlete in All of Us Can Learn from the Strange Science of Recovery, est un best - seller du New York Times . Elle a reçu le prix Kavli de journalisme scientifique de l' Association américaine pour l'avancement des sciences en 2016 et siège au conseil d'administration du Council for the Advancement of Science Writing. Elle est l'auteure du test de Finkbeiner, qui vise à éradiquer le sexisme dans les publications scientifiques,,,.

## Enfance et éducation
Aschwanden est la fille d'un pilote de chasse de l'armée de l'air américaine. Elle pratique la course à un haut niveau au lycée. Elle étudie la biologie à l' Université du Colorado à Boulder, où, parallèlement à ses études, elle est cycliste professionnelle. Pendant ses étés, elle fait un stage à ScienceNOW, le service de nouvelles Web de la revue Science. Après avoir obtenu son diplôme, elle travaille comme assistante de recherche dans un laboratoire à Boulder. Bien qu'elle ait brièvement envisagé de demander un doctorat, elle ne souhaite pas se spécialiser. Aschwanden découvre le magazine de vulgarisation scientifique New Scientist et décide qu'elle aimerait devenir journaliste scientifique. Elle assiste à un atelier d'écriture scientifique à Santa Fe en 1996. Elle étudie la communication scientifique à l' Université de Californie à Santa Cruz et obtient son diplôme en 1998.

## Carrière
Aschwanden s'intéresse au processus de recherche et a passé 2015 à chercher si la science était « cassée ». Ses enquêtes ont considéré l'inconduite scientifique et la fraude et ont constaté que tandis que ces cas faisaient les manchettes, ils étaient une « simple distraction » de la science elle-même. Elle a étudié le P-hacking, une méthode qui implique de rétrécir ou d'élargir des ensembles de données pour prouver une hypothèse particulière. Les résultats scientifiques sont influencés par les décisions analytiques des chercheurs et, bien qu'ils soient généralement de « bonne foi », ils peuvent biaiser la manière dont les preuves sont interprétées. Elle a poursuivi en montrant que la science de la nutrition n'était pas claire ; en raison des difficultés à se fier aux régimes alimentaires autodéclarés et de la manière dont l'acte d'auto-déclaration modifie la façon dont on choisit les aliments. Au cours de ses enquêtes, Aschwanden a démontré que, pour une certaine valeur p, manger des crustacés était lié au fait d'être droitier et que manger du chou était lié au fait d'avoir un nombril innie. Son rapport a été le premier à révéler les problèmes de statistiques et de reproductibilité dans la science du sport, en particulier, les préoccupations sur l'inférence basée sur la magnitude (MBI). MBI est une méthode statistique développée par un groupe de scientifiques australiens du sport. Il a été largement critiqué pour ne pas être robuste - la taille des échantillons est trop petite et les conclusions ne sont pas étayées par suffisamment de preuves.
En 2013, Aschwanden a proposé le test Finkbeiner, une liste de contrôle pour mettre fin aux préjugés sexistes dans le journalisme.
GOOD TO GO: What the Athlete in All of Us Can Learn from the Strange Science of Recovery, le premier livre d'Aschwanden, a exploré la science de la récupération à l'effort. Il examine les outils qui ont été développés pour optimiser la récupération, y compris la nutrition, la santé mentale et l' inflammation. Le livre a fait la liste des best-sellers du New York Times Sports & Fitness.
Elle a passé 2013 en tant que boursière du Centre Carter et 2014 en tant que boursière de journalisme de l'Institut Santa Fe. En 2019, Aschwanden était l'écrivain scientifique en résidence à l'Université du Wisconsin à Madison où elle a parlé de l'utilisation et de l'abus de preuves scientifiques. Aschwanden produit le podcast Emerging Form, qui discute du processus créatif. Elle a parlé au Festival d'idées d'Aspen. Son écriture est apparue dans Runner's World , The New York Times , The Washington Post et New Scientist. Elle siège au conseil d'administration du Council for the Advancement of Science Writing et était auparavant rédactrice scientifique principale de FiveThirtyEight. Elle a dit qu'elle aimait travailler chez FiveThirtyEight parce qu'elle pouvait créer des infographies passionnantes.

### Prix et distinctions
- 2005 Meilleur article de l'American Society of Journalists and Authors Christie Aschwanden
- 2007 Société américaine des journalistes et auteurs Essai exceptionnel
- 2007 American Institute of Biological Sciences Mention honorable pour le journalisme imprimé
- 2013 National Association of Science Writers Science in Society Award
- 2015 Society of Professional Journalists Sigma Delta Chi Award for Public Service in Magazine Journalism
- 2015 Association américaine pour l'avancement des sciences Kavli Science Journalism Award
- Prix d'argent 2016 de l'Association américaine pour l'avancement de la science Christie Aschwanden
- 2016 L'information est beau prix